# Sandra Ravel
Pour les articles homonymes, voir Ravel (homonymie).
Sandra Ravel, née Alessandra Winkelhauser Ratti le 16 janvier 1910 à Milan dans la région de la Lombardie en Italie et morte le 13 août 1954 dans la même ville, est une actrice italienne. Active dans les années 1930, elle a tourné en Italie, en France et à Hollywood.

## Biographie
Sandra Ravel naît à Milan en 1910. À la fin des années 1920, elle se produit comme artiste de cabaret et chanteuse avant de devenir actrice de cinéma. Elle fait ses débuts dans la comédie L'Énigmatique Monsieur Parkes de Louis J. Gasnier qui est la version française de la comédie américaine Slightly Scarlet (en) du même réalisateur.
Elle partage ensuite l'affiche de la comédie Those Three French Girls d'Harry Beaumont avec Yola d'Avril et Fifi D'Orsay. Poursuivant sa carrière à Hollywood, elle interprète une chanteuse française pour Edgar Selwyn et une femme de chambre pour William Nigh.
De retour en Italie, elle joue en 1931 une diva pour Mario Almirante dans la comédie musicale La stella del cinema. Guido Brignone lui offre ensuite deux rôles de premier plan, d'abord celui d'Eva dans la comédie Paradiso en 1932 puis un nouveau rôle de chanteuse dans une autre comédie musicale, La voce lontana, en 1933.
En 1934, le chanteur italien Marf (it) lui dédie sa chanson Nostalgico Slow.
Entre 1938 et 1939, elle prend part à trois films du prolifique Max Neufeld. Elle donne ensuite la réplique à Enrico Viarisio, Giuseppe Porelli et Elsa De Giorgi dans la comédie Due milioni per un sorriso de Carlo Borghesio et Mario Soldati et joue dans le film sentimental Ho visto brillare le stelle d'Enrico Guazzoni.
Ce sont ces dernières apparitions au cinéma comme actrice. Elle se retire du monde du cinéma pour se consacrer à sa vie de famille. En 1944, elle épouse l'acteur Maurizio D'Ancora, l'un des héritiers de la famille Gucci.
Elle décède à Milan en 1954 à l'âge de 44 ans.

## Filmographie

### Au cinéma
- 1930 : L'Énigmatique Monsieur Parkes de Louis J. Gasnier
- 1930 : Those Three French Girls d'Harry Beaumont
- 1930 : War Nurse d'Edgar Selwyn
- 1931 : Single Sin de William Nigh
- 1931 : This Morning Age de Nick Grinde
- 1931 : La stella del cinema de Mario Almirante
- 1932 : Paradiso de Guido Brignone
- 1932 : Une Étoile disparaît de Robert Villers
- 1932 : La Méthode Crollington d'André Bay
- 1933 : Sette giorni cento lire de Nunzio Malasomma
- 1933 : Al buio insieme de Gennaro Righelli
- 1933 : La voce lontana de Guido Brignone
- 1934 : La Nuit imprévue de Claude Allain et Max Maxudian (court métrage)
- 1938 : La casa del peccato de Max Neufeld
- 1939 : Una moglie in pericolo de Max Neufeld
- 1939 : Ballo al castello de Max Neufeld
- 1939 : Due milioni per un sorriso de Carlo Borghesio et Mario Soldati
- 1939 : Ho visto brillare le stelle d'Enrico Guazzoni